# Liste der Monuments historiques in Cléry-le-Petit
Die Liste der Monuments historiques in Cléry-le-Petit führt die Monuments historiques in der französischen Gemeinde Cléry-le-Petit auf.

## Liste der Objekte
| Bezeichnung                     | Beschreibung                           | Standort                        | Kennzeichnung | Schutzstatus | Datum | Bild |
| ------------------------------- | -------------------------------------- | ------------------------------- | ------------- | ------------ | ----- | ---- |
| Skulptur eines heiligen Diakons | Stein, farbig gefasst, 15. Jahrhundert | in der Kirche St-Vincent (Lage) | PM55001727    | Inscrit      | 1991  |      |